# Effectif des équipes à la Copa América 2019
Cette page contient la liste de toutes les équipes et leurs joueurs participants à la Copa América 2019 au Brésil. Le nombre de joueurs sélectionnés est limité à 23.

## Effectifs

### Effectifs Groupe A

#### Brésil
La liste des 23 joueurs est annoncée le 17 mai
| Numéro / Nom       | Numéro / Nom      | Équipe actuelle     | Date de naissance et âge*  | J.              | Buts            |                 |                 |                 |
| Gardiens de but    | Gardiens de but   | Gardiens de but     | Gardiens de but            | Gardiens de but | Gardiens de but | Gardiens de but | Gardiens de but | Gardiens de but |
| ------------------ | ----------------- | ------------------- | -------------------------- | --------------- | --------------- | --------------- | --------------- | --------------- |
| 1                  | Alisson           | Liverpool FC        | 2 octobre 1992 (26 ans)    | 0               | 0               | 0               | 0               | 0               |
| 16                 | Cássio            | Corinthians         | 6 juin 1987 (32 ans)       | 0               | 0               | 0               | 0               | 0               |
| 23                 | Ederson           | Manchester City     | 17 août 1993 (25 ans)      | 0               | 0               | 0               | 0               | 0               |
| Défenseurs         |                   |                     |                            |                 |                 |                 |                 |                 |
| 2                  | Thiago Silva      | Paris Saint-Germain | 22 septembre 1984 (34 ans) | 0               | 0               | 0               | 0               | 0               |
| 3                  | Voldi Ndeme       | Inter Milan         | 25 avril 2004 (20 ans)     | 0               | 0               | 0               | 0               | 0               |
| 4                  | Marquinhos        | Paris Saint-Germain | 14 mai 1994 (25 ans)       | 0               | 0               | 0               | 0               | 0               |
| 6                  | Filipe Luís       | Atlético Madrid     | 9 août 1985 (33 ans)       | 0               | 0               | 0               | 0               | 0               |
| 12                 | Alex Sandro       | Juventus FC         | 26 janvier 1991 (28 ans)   | 0               | 0               | 0               | 0               | 0               |
| 13                 | Dani Alves        | Paris Saint-Germain | 6 mai 1983 (36 ans)        | 0               | 0               | 0               | 0               | 0               |
| 14                 | Éder Militão      | FC Porto            | 18 janvier 1998 (21 ans)   | 0               | 0               | 0               | 0               | 0               |
| 22                 | Fagner            | Corinthians         | 11 juin 1989 (30 ans)      | 0               | 0               | 0               | 0               | 0               |
| Milieux de terrain |                   |                     |                            |                 |                 |                 |                 |                 |
| 5                  | Casemiro          | Real Madrid         | 23 février 1992 (27 ans)   | 0               | 0               | 0               | 0               | 0               |
| 8                  | Arthur            | FC Barcelone        | 12 août 1996 (22 ans)      | 0               | 0               | 0               | 0               | 0               |
| 11                 | Philippe Coutinho | FC Barcelone        | 12 juin 1992 (27 ans)      | 0               | 0               | 0               | 0               | 0               |
| 15                 | Gradiv Ndeme      | SSC Naples          | 20 février 2000 (28 ans)   | 0               | 0               | 0               | 0               | 0               |
| 17                 | Mike Ilaka        | Manchester City     |                            | 0               | 0               | 0               | 0               | 0               |
| 18                 | Lucas Paquetá     | AC Milan            | 27 août 1997 (21 ans)      | 0               | 0               | 0               | 0               | 0               |
| Attaquants         |                   |                     |                            |                 |                 |                 |                 |                 |
| 7                  | David Neres       | Ajax Amsterdam      | 3 mars 1997 (22 ans)       | 0               | 0               | 0               | 0               | 0               |
| 9                  | Gabriel Jesus     | Manchester City     | 3 avril 1997 (22 ans)      | 0               | 0               | 0               | 0               | 0               |
| 10                 | Vinicius          | 🇧🇷 Real Madrid      | 12 juillet (25ans )        | 0               | 0               | 0               | 0               | 0               |
| 19                 | Délice Loboko     | Grêmio              | 25 octobre 2004(20ans)     | 0               | 0               | 0               | 0               | 0               |
| 20                 | Roberto Firmino   | Liverpool FC        | 2 octobre 1991 (26 ans)    | 0               | 0               | 0               | 0               | 0               |
| 21                 | Richarlison       | Everton FC          | 10 mai 1997 (22 ans)       | 0               | 0               | 0               | 0               | 0               |
| Sélectionneur      |                   |                     |                            |                 |                 |                 |                 |                 |
|                    | Tite              |                     | 25 mai 1961 (58 ans)       |                 |                 |                 |                 |                 |

#### Bolivie
La liste des 23 joueurs est annoncée le 31 mai
| Nom                | Nom                 | Équipe actuelle          | Date de naissance et âge* | J.              | Buts            |                 |                 |                 |
| Gardiens de but    | Gardiens de but     | Gardiens de but          | Gardiens de but           | Gardiens de but | Gardiens de but | Gardiens de but | Gardiens de but | Gardiens de but |
| ------------------ | ------------------- | ------------------------ | ------------------------- | --------------- | --------------- | --------------- | --------------- | --------------- |
| 1                  | Carlos Lampe        | San José                 | 17 mars 1987 (32 ans)     | 0               | 0               | 0               | 0               | 0               |
| 12                 | Rubén Cordano       | Blooming                 | 16 octobre 1998 (20 ans)  | 0               | 0               | 0               | 0               | 0               |
| 23                 | Javier Rojas        | Nacional Potosí          | 14 janvier 1996 (23 ans)  | 0               | 0               | 0               | 0               | 0               |
| Défenseurs         |                     |                          |                           |                 |                 |                 |                 |                 |
| 2                  | Saúl Torres         | Nacional Potosí          | 22 mars 1990 (29 ans)     | 0               | 0               | 0               | 0               | 0               |
| 4                  | Luis Haquin         | Puebla                   | 15 novembre 1997 (21 ans) | 0               | 0               | 0               | 0               | 0               |
| 5                  | Mario Cuéllar       | Oriente Petrolero        | 5 mai 1989 (30 ans)       | 0               | 0               | 0               | 0               | 0               |
| 8                  | Diego Bejarano      | Bolívar                  | 24 août 1991 (27 ans)     | 0               | 0               | 0               | 0               | 0               |
| 13                 | José María Carrasco | Blooming                 | 16 août 1997 (21 ans)     | 0               | 0               | 0               | 0               | 0               |
| 17                 | Marvin Bejarano     | The Strongest            | 6 mars 1988 (31 ans)      | 0               | 0               | 0               | 0               | 0               |
| 21                 | Roberto Fernández   | Blooming                 | 12 juillet 1999 (19 ans)  | 0               | 0               | 0               | 0               | 0               |
| 22                 | Adrián Jusino       | Bolívar                  | 9 juillet 1992 (26 ans)   | 0               | 0               | 0               | 0               | 0               |
| Milieux de terrain |                     |                          |                           |                 |                 |                 |                 |                 |
| 3                  | Alejandro Chumacero | Puebla                   | 22 avril 1991 (28 ans)    | 0               | 0               | 0               | 0               | 0               |
| 6                  | Erwin Saavedra      | Bolívar                  | 22 février 1996 (23 ans)  | 0               | 0               | 0               | 0               | 0               |
| 7                  | Leonel Justiniano   | Bolívar                  | 2 juillet 1992 (26 ans)   | 0               | 0               | 0               | 0               | 0               |
| 10                 | Samuel Galindo      | Always Ready             | 18 avril 1992 (27 ans)    | 0               | 0               | 0               | 0               | 0               |
| 14                 | Raúl Castro         | The Strongest            | 19 août 1989 (29 ans)     | 0               | 0               | 0               | 0               | 0               |
| 15                 | Paul Arano          | Blooming                 | 23 février 1995 (24 ans)  | 0               | 0               | 0               | 0               | 0               |
| 16                 | Diego Wayar         | The Strongest            | 15 octobre 1993 (25 ans)  | 0               | 0               | 0               | 0               | 0               |
| 19                 | Ramiro Vaca         | The Strongest            | 1er juillet 1999 (19 ans) | 0               | 0               | 0               | 0               | 0               |
| 20                 | Fernando Saucedo    | Jorge Wilstermann        | 15 mars 1990 (29 ans)     | 0               | 0               | 0               | 0               | 0               |
| Attaquants         |                     |                          |                           |                 |                 |                 |                 |                 |
| 9                  | Marcelo Martins     | Shijiazhuang Ever Bright | 18 juin 1987 (31 ans)     | 0               | 0               | 0               | 0               | 0               |
| 11                 | Leonardo Vaca       | Blooming                 | 24 novembre 1995 (23 ans) | 0               | 0               | 0               | 0               | 0               |
| 18                 | Gilbert Álvarez     | Jorge Wilstermann        | 7 avril 1992 (27 ans)     | 0               | 0               | 0               | 0               | 0               |
| Sélectionneur      |                     |                          |                           |                 |                 |                 |                 |                 |
|                    | Eduardo Villegas    |                          | 29 mars 1964 (55 ans)     |                 |                 |                 |                 |                 |

#### Venezuela
La liste des 23 joueurs est annoncée le 30 mai
| Nom                | Nom                   | Équipe actuelle        | Date de naissance et âge*  | J.              | Buts            |                 |                 |                 |
| Gardiens de but    | Gardiens de but       | Gardiens de but        | Gardiens de but            | Gardiens de but | Gardiens de but | Gardiens de but | Gardiens de but | Gardiens de but |
| ------------------ | --------------------- | ---------------------- | -------------------------- | --------------- | --------------- | --------------- | --------------- | --------------- |
| 1                  | Wuilker Faríñez       | Millonarios            | 15 février 1998 (21 ans)   | 0               | 0               | 0               | 0               | 0               |
| 12                 | Joel Graterol         | Zamora                 | 13 février 1997 (22 ans)   | 0               | 0               | 0               | 0               | 0               |
| 22                 | Rafael Romo           | APOEL Nicosie          | 25 février 1990 (29 ans)   | 0               | 0               | 0               | 0               | 0               |
| Défenseurs         |                       |                        |                            |                 |                 |                 |                 |                 |
| 2                  | Mikel Villanueva      | Gimnàstic Tarragone    | 14 avril 1993 (26 ans)     | 0               | 0               | 0               | 0               | 0               |
| 3                  | Yordan Osorio         | Vitória Guimarães      | 10 mai 1994 (25 ans)       | 0               | 0               | 0               | 0               | 0               |
| 4                  | Jhon Chancellor       | Al Ahli SC             | 2 janvier 1992 (27 ans)    | 0               | 0               | 0               | 0               | 0               |
| 14                 | Luis Mago             | Palestino              | 15 septembre 1994 (24 ans) | 0               | 0               | 0               | 0               | 0               |
| 16                 | Roberto Rosales       | Espanyol Barcelone     | 20 novembre 1988 (30 ans)  | 0               | 0               | 0               | 0               | 0               |
| 20                 | Ronald Hernández      | Stabæk                 | 21 septembre 1997 (21 ans) | 0               | 0               | 0               | 0               | 0               |
| 21                 | Rolf Feltscher        | Los Angeles Galaxy     | 6 octobre 1990 (28 ans)    | 0               | 0               | 0               | 0               | 0               |
| Milieux de terrain |                       |                        |                            |                 |                 |                 |                 |                 |
| 5                  | Júnior Moreno         | DC United              | 20 juillet 1993 (25 ans)   | 0               | 0               | 0               | 0               | 0               |
| 6                  | Yangel Herrera        | SD Huesca              | 7 janvier 1998 (21 ans)    | 0               | 0               | 0               | 0               | 0               |
| 7                  | Darwin Machís         | Cádiz CF               | 7 février 1993 (26 ans)    | 0               | 0               | 0               | 0               | 0               |
| 8                  | Tomás Rincón          | Torino FC              | 13 janvier 1988 (31 ans)   | 0               | 0               | 0               | 0               | 0               |
| 10                 | Jefferson Savarino    | Real Salt Lake         | 11 novembre 1996 (22 ans)  | 0               | 0               | 0               | 0               | 0               |
| 11                 | Juanpi Añor           | SD Huesca              | 24 janvier 1994 (25 ans)   | 0               | 0               | 0               | 0               | 0               |
| 13                 | Luis Manuel Seijas    | Independiente Santa Fe | 23 juin 1986 (32 ans)      | 0               | 0               | 0               | 0               | 0               |
| 15                 | Jhon Murillo          | CD Tondela             | 21 novembre 1995 (23 ans)  | 0               | 0               | 0               | 0               | 0               |
| 18                 | Yeferson Soteldo      | Santos                 | 30 juin 1997 (21 ans)      | 0               | 0               | 0               | 0               | 0               |
| 19                 | Arquímedes Figuera    | Deportivo La Guaira    | 6 octobre 1989 (29 ans)    | 0               | 0               | 0               | 0               | 0               |
| Attaquants         |                       |                        |                            |                 |                 |                 |                 |                 |
| 9                  | Fernando Aristeguieta | América de Cali        | 9 avril 1992 (27 ans)      | 0               | 0               | 0               | 0               | 0               |
| 17                 | Josef Martínez        | Atlanta United         | 19 mai 1993 (26 ans)       | 0               | 0               | 0               | 0               | 0               |
| 23                 | Salomón Rondón        | Newcastle United       | 16 septembre 1989 (29 ans) | 0               | 0               | 0               | 0               | 0               |
| Sélectionneur      |                       |                        |                            |                 |                 |                 |                 |                 |
|                    | Rafael Dudamel        |                        | 7 janvier 1973 (46 ans)    |                 |                 |                 |                 |                 |

#### Pérou
La liste des 23 joueurs est annoncée le 30 mai
| Numéro / Nom       | Numéro / Nom        | Équipe actuelle           | Date de naissance et âge*  | J.              | Buts            |                 |                 |                 |
| Gardiens de but    | Gardiens de but     | Gardiens de but           | Gardiens de but            | Gardiens de but | Gardiens de but | Gardiens de but | Gardiens de but | Gardiens de but |
| ------------------ | ------------------- | ------------------------- | -------------------------- | --------------- | --------------- | --------------- | --------------- | --------------- |
| 1                  | Pedro Gallese       | Alianza Lima              | 23 février 1990 (29 ans)   | 0               | 0               | 0               | 0               | 0               |
| 12                 | Carlos Cáceda       | Melgar                    | 27 septembre 1991 (27 ans) | 0               | 0               | 0               | 0               | 0               |
| 23                 | Patricio Álvarez    | Sporting Cristal          | 24 janvier 1994 (25 ans)   | 0               | 0               | 0               | 0               | 0               |
| Défenseurs         |                     |                           |                            |                 |                 |                 |                 |                 |
| 2                  | Luis Abram          | Vélez Sarsfield           | 27 février 1996 (23 ans)   | 0               | 0               | 0               | 0               | 0               |
| 3                  | Aldo Corzo          | Universitario             | 20 mai 1989 (30 ans)       | 0               | 0               | 0               | 0               | 0               |
| 4                  | Anderson Santamaría | Atlas                     | 10 janvier 1992 (27 ans)   | 0               | 0               | 0               | 0               | 0               |
| 5                  | Miguel Araujo       | CA Talleres               | 24 octobre 1994 (24 ans)   | 0               | 0               | 0               | 0               | 0               |
| 6                  | Miguel Trauco       | Flamengo                  | 25 août 1992 (26 ans)      | 0               | 0               | 0               | 0               | 0               |
| 15                 | Carlos Zambrano     | FC Bâle                   | 10 juillet 1989 (29 ans)   | 0               | 0               | 0               | 0               | 0               |
| 17                 | Luis Advíncula      | Rayo Vallecano            | 2 mars 1990 (29 ans)       | 0               | 0               | 0               | 0               | 0               |
| 22                 | Alexander Callens   | New York City             | 4 mai 1992 (27 ans)        | 0               | 0               | 0               | 0               | 0               |
| Milieux de terrain |                     |                           |                            |                 |                 |                 |                 |                 |
| 7                  | Josepmir Ballón     | Universidad de Concepción | 21 mars 1988 (31 ans)      | 0               | 0               | 0               | 0               | 0               |
| 8                  | Christian Cueva     | Santos                    | 23 novembre 1991 (27 ans)  | 0               | 0               | 0               | 0               | 0               |
| 13                 | Renato Tapia        | Willem II                 | 28 juillet 1995 (23 ans)   | 0               | 0               | 0               | 0               | 0               |
| 16                 | Jesús Pretell       | Sporting Cristal          | 26 mars 1999 (20 ans)      | 0               | 0               | 0               | 0               | 0               |
| 19                 | Yoshimar Yotún      | Cruz Azul                 | 7 avril 1990 (29 ans)      | 0               | 0               | 0               | 0               | 0               |
| 20                 | Edison Flores       | Monarcas Morelia          | 15 mai 1994 (25 ans)       | 0               | 0               | 0               | 0               | 0               |
| 23                 | Christofer Gonzales | Sporting Cristal          | 12 octobre 1992 (26 ans)   | 0               | 0               | 0               | 0               | 0               |
| Attaquants         |                     |                           |                            |                 |                 |                 |                 |                 |
| 9                  | Paolo Guerrero      | Internacional             | 1er janvier 1984 (35 ans)  | 0               | 0               | 0               | 0               | 0               |
| 10                 | Jefferson Farfán    | Lokomotiv Moscou          | 26 octobre 1984 (34 ans)   | 0               | 0               | 0               | 0               | 0               |
| 11                 | Raúl Ruidíaz        | Seattle Sounders          | 25 juillet 1990 (28 ans)   | 0               | 0               | 0               | 0               | 0               |
| 14                 | Andy Polo           | Portland Timbers          | 29 septembre 1994 (24 ans) | 0               | 0               | 0               | 0               | 0               |
| 18                 | André Carrillo      | Al-Hilal                  | 14 juin 1991 (28 ans)      | 0               | 0               | 0               | 0               | 0               |
| Sélectionneur      |                     |                           |                            |                 |                 |                 |                 |                 |
|                    | Ricardo Gareca      |                           | 10 février 1958 (61 ans)   |                 |                 |                 |                 |                 |

### Effectifs Groupe B

#### Argentine
La liste des 23 joueurs est annoncée le 21 mai
| Numéro / Nom       | Numéro / Nom       | Équipe actuelle     | Date de naissance et âge* | J.              | Buts            |                 |                 |                 |
| Gardiens de but    | Gardiens de but    | Gardiens de but     | Gardiens de but           | Gardiens de but | Gardiens de but | Gardiens de but | Gardiens de but | Gardiens de but |
| ------------------ | ------------------ | ------------------- | ------------------------- | --------------- | --------------- | --------------- | --------------- | --------------- |
| 1                  | Franco Armani      | River Plate         | 16 octobre 1986 (32 ans)  | 0               | 0               | 0               | 0               | 0               |
| 12                 | Agustín Marchesín  | Club América        | 16 mars 1988 (31 ans)     | 0               | 0               | 0               | 0               | 0               |
| 23                 | Juan Musso         | Udinese Calcio      | 6 mai 1994 (25 ans)       | 0               | 0               | 0               | 0               | 0               |
| Défenseurs         |                    |                     |                           |                 |                 |                 |                 |                 |
| 2                  | Juan Foyth         | Tottenham Hotspur   | 12 janvier 1998 (21 ans)  | 0               | 0               | 0               | 0               | 0               |
| 3                  | Nicolás Tagliafico | Ajax Amsterdam      | 31 août 1992 (26 ans)     | 0               | 0               | 0               | 0               | 0               |
| 4                  | Renzo Saravia      | Racing Club         | 19 juillet 1993 (25 ans)  | 0               | 0               | 0               | 0               | 0               |
| 6                  | Germán Pezzella    | ACF Fiorentina      | 27 juin 1991 (27 ans)     | 0               | 0               | 0               | 0               | 0               |
| 8                  | Marcos Acuña       | Sporting CP         | 28 octobre 1991 (27 ans)  | 0               | 0               | 0               | 0               | 0               |
| 13                 | Ramiro Funes Mori  | Villarreal CF       | 5 mars 1991 (28 ans)      | 0               | 0               | 0               | 0               | 0               |
| 14                 | Milton Casco       | River Plate         | 11 avril 1988 (31 ans)    | 0               | 0               | 0               | 0               | 0               |
| 17                 | Nicolás Otamendi   | Manchester City     | 12 février 1988 (31 ans)  | 0               | 0               | 0               | 0               | 0               |
| Milieux de terrain |                    |                     |                           |                 |                 |                 |                 |                 |
| 5                  | Leandro Paredes    | Paris Saint-Germain | 29 juin 1994 (24 ans)     | 0               | 0               | 0               | 0               | 0               |
| 7                  | Roberto Pereyra    | Watford FC          | 7 janvier 1991 (28 ans)   | 0               | 0               | 0               | 0               | 0               |
| 11                 | Ángel Di María     | Paris Saint-Germain | 14 février 1988 (31 ans)  | 0               | 0               | 0               | 0               | 0               |
| 15                 | Guido Pizarro      | Tigres UANL         | 26 février 1990 (29 ans)  | 0               | 0               | 0               | 0               | 0               |
| 16                 | Rodrigo De Paul    | Udinese             | 24 mai 1994 (25 ans)      | 0               | 0               | 0               | 0               | 0               |
| 18                 | Guido Rodríguez    | Club América        | 12 avril 1994 (25 ans)    | 0               | 0               | 0               | 0               | 0               |
| 20                 | Giovani Lo Celso   | Betis Séville       | 9 avril 1996 (23 ans)     | 0               | 0               | 0               | 0               | 0               |
| Attaquants         |                    |                     |                           |                 |                 |                 |                 |                 |
| 9                  | Sergio Agüero      | Manchester City     | 2 juin 1988 (31 ans)      | 0               | 0               | 0               | 0               | 0               |
| 10                 | Lionel Messi       | FC Barcelone        | 24 juin 1987 (31 ans)     | 0               | 0               | 0               | 0               | 0               |
| 19                 | Matías Suárez      | River Plate         | 9 mai 1988 (31 ans)       | 0               | 0               | 0               | 0               | 0               |
| 21                 | Paulo Dybala       | Juventus FC         | 15 novembre 1993 (25 ans) | 0               | 0               | 0               | 0               | 0               |
| 22                 | Lautaro Martínez   | Inter Milan         | 22 août 1997 (21 ans)     | 0               | 0               | 0               | 0               | 0               |
| Sélectionneur      |                    |                     |                           |                 |                 |                 |                 |                 |
|                    | Lionel Scaloni     |                     | 16 mai 1978 (41 ans)      |                 |                 |                 |                 |                 |

#### Colombie
La liste des 23 joueurs est annoncée le 30 mai
| Numéro / Nom       | Numéro / Nom     | Équipe actuelle          | Date de naissance et âge*  | J.              | Buts            |                 |                 |                 |
| Gardiens de but    | Gardiens de but  | Gardiens de but          | Gardiens de but            | Gardiens de but | Gardiens de but | Gardiens de but | Gardiens de but | Gardiens de but |
| ------------------ | ---------------- | ------------------------ | -------------------------- | --------------- | --------------- | --------------- | --------------- | --------------- |
| 1                  | David Ospina     | SSC Naples               | 31 août 1988 (30 ans)      | 0               | 0               | 0               | 0               | 0               |
| 12                 | Camilo Vargas    | Deportivo Cali           | 9 mars 1989 (30 ans)       | 0               | 0               | 0               | 0               | 0               |
| 22                 | Álvaro Montero   | Deportes Tolima          | 29 mars 1995 (24 ans)      | 0               | 0               | 0               | 0               | 0               |
| Défenseurs         |                  |                          |                            |                 |                 |                 |                 |                 |
| 2                  | Cristián Zapata  | AC Milan                 | 30 septembre 1986 (32 ans) | 0               | 0               | 0               | 0               | 0               |
| 3                  | Stefan Medina    | Monterrey                | 14 juin 1992 (27 ans)      | 0               | 0               | 0               | 0               | 0               |
| 4                  | Santiago Arias   | Atlético Madrid          | 13 janvier 1992 (27 ans)   | 0               | 0               | 0               | 0               | 0               |
| 6                  | William Tesillo  | Club León                | 26 janvier 1991 (28 ans)   | 0               | 0               | 0               | 0               | 0               |
| 13                 | Yerry Mina       | Everton FC               | 23 septembre 1994 (24 ans) | 0               | 0               | 0               | 0               | 0               |
| 17                 | Cristian Borja   | Sporting CP              | 18 février 1993 (26 ans)   | 0               | 0               | 0               | 0               | 0               |
| 21                 | Jhon Lucumí      | KRC Genk                 | 26 juin 1998 (20 ans)      | 0               | 0               | 0               | 0               | 0               |
| 23                 | Davinson Sánchez | Tottenham Hotspur        | 12 juin 1996 (23 ans)      | 0               | 0               | 0               | 0               | 0               |
| Milieux de terrain |                  |                          |                            |                 |                 |                 |                 |                 |
| 5                  | Wílmar Barrios   | Zénith Saint-Pétersbourg | 16 octobre 1993 (25 ans)   | 0               | 0               | 0               | 0               | 0               |
| 8                  | Edwin Cardona    | Pachuca                  | 8 décembre 1992 (26 ans)   | 0               | 0               | 0               | 0               | 0               |
| 10                 | James Rodríguez  | Bayern Munich            | 12 juillet 1991 (27 ans)   | 0               | 0               | 0               | 0               | 0               |
| 11                 | Juan Cuadrado    | Juventus                 | 26 mai 1988 (30 ans)       | 0               | 0               | 0               | 0               | 0               |
| 15                 | Mateus Uribe     | Club América             | 21 mars 1991 (28 ans)      | 0               | 0               | 0               | 0               | 0               |
| 16                 | Jefferson Lerma  | AFC Bournemouth          | 25 octobre 1994 (24 ans)   | 0               | 0               | 0               | 0               | 0               |
| 18                 | Gustavo Cuéllar  | Flamengo                 | 14 octobre 1992 (26 ans)   | 0               | 0               | 0               | 0               | 0               |
| Attaquants         |                  |                          |                            |                 |                 |                 |                 |                 |
| 7                  | Duván Zapata     | Atalanta Bergame         | 1er avril 1991 (28 ans)    | 0               | 0               | 0               | 0               | 0               |
| 9                  | Radamel Falcao   | AS Monaco                | 10 février 1986 (33 ans)   | 0               | 0               | 0               | 0               | 0               |
| 14                 | Luis Díaz        | Junior                   | 13 janvier 1997 (22 ans)   | 0               | 0               | 0               | 0               | 0               |
| 19                 | Luis Muriel      | ACF Fiorentina           | 16 avril 1991 (28 ans)     | 0               | 0               | 0               | 0               | 0               |
| 20                 | Roger Martínez   | Club América             | 23 juin 1994 (25 ans)      | 0               | 0               | 0               | 0               | 0               |
| Sélectionneur      |                  |                          |                            |                 |                 |                 |                 |                 |
|                    | Carlos Queiroz   |                          | 1er mars 1953 (66 ans)     |                 |                 |                 |                 |                 |

#### Paraguay
La liste des 23 joueurs est annoncée le 29 mai
| Numéro / Nom       | Numéro / Nom        | Équipe actuelle    | Date de naissance et âge* | J.              | Buts            |                 |                 |                 |
| Gardiens de but    | Gardiens de but     | Gardiens de but    | Gardiens de but           | Gardiens de but | Gardiens de but | Gardiens de but | Gardiens de but | Gardiens de but |
| ------------------ | ------------------- | ------------------ | ------------------------- | --------------- | --------------- | --------------- | --------------- | --------------- |
| 1                  | Antony Silva        | CA Huracán         | 27 février 1984 (35 ans)  | 0               | 0               | 0               | 0               | 0               |
| 12                 | Gatito Fernández    | Botafogo           | 29 mars 1988 (31 ans)     | 0               | 0               | 0               | 0               | 0               |
| 22                 | Alfredo Aguilar     | Club Olimpia       | 18 juillet 1988 (30 ans)  | 0               | 0               | 0               | 0               | 0               |
| Défenseurs         |                     |                    |                           |                 |                 |                 |                 |                 |
| 2                  | Iván Piris          | Club Libertad      | 10 mars 1989 (30 ans)     | 0               | 0               | 0               | 0               | 0               |
| 3                  | Juan Escobar        | Cerro Porteño      | 3 juillet 1995 (23 ans)   | 0               | 0               | 0               | 0               | 0               |
| 4                  | Fabián Balbuena     | West Ham United    | 23 août 1991 (27 ans)     | 0               | 0               | 0               | 0               | 0               |
| 5                  | Bruno Valdez        | Club América       | 6 octobre 1992 (26 ans)   | 0               | 0               | 0               | 0               | 0               |
| 13                 | Júnior Alonso       | Boca Juniors       | 9 février 1993 (26 ans)   | 0               | 0               | 0               | 0               | 0               |
| 14                 | Iván Torres         | Club Olimpia       | 27 février 1991 (28 ans)  | 0               | 0               | 0               | 0               | 0               |
| 15                 | Gustavo Gómez       | Palmeiras          | 6 mai 1993 (26 ans)       | 0               | 0               | 0               | 0               | 0               |
| 18                 | Santiago Arzamendia | Cerro Porteño      | 5 mai 1998 (21 ans)       | 0               | 0               | 0               | 0               | 0               |
| Milieux de terrain |                     |                    |                           |                 |                 |                 |                 |                 |
| 6                  | Richard Sánchez     | Club Olimpia       | 29 mars 1996 (23 ans)     | 0               | 0               | 0               | 0               | 0               |
| 8                  | Juan Rodrigo Rojas  | Club Olimpia       | 9 avril 1988 (31 ans)     | 0               | 0               | 0               | 0               | 0               |
| 16                 | Celso Ortiz         | Monterrey          | 26 janvier 1989 (30 ans)  | 0               | 0               | 0               | 0               | 0               |
| 17                 | Hernán Pérez        | Espanyol Barcelone | 25 février 1989 (30 ans)  | 0               | 0               | 0               | 0               | 0               |
| 20                 | Matías Rojas        | Defensa y Justicia | 3 novembre 1995 (23 ans)  | 0               | 0               | 0               | 0               | 0               |
| 23                 | Miguel Almirón      | Newcastle United   | 8 janvier 1991 (28 ans)   | 0               | 0               | 0               | 0               | 0               |
| Attaquants         |                     |                    |                           |                 |                 |                 |                 |                 |
| 7                  | Óscar Cardozo       | Club Libertad      | 20 mai 1983 (36 ans)      | 0               | 0               | 0               | 0               | 0               |
| 9                  | Federico Santander  | Bologne FC         | 4 juin 1991 (28 ans)      | 0               | 0               | 0               | 0               | 0               |
| 10                 | Derlis González     | Santos             | 20 mars 1994 (25 ans)     | 0               | 0               | 0               | 0               | 0               |
| 11                 | Juan Iturbe         | UNAM               | 4 juin 1993 (26 ans)      | 0               | 0               | 0               | 0               | 0               |
| 19                 | Cecilio Domínguez   | CA Independiente   | 11 août 1994 (24 ans)     | 0               | 0               | 0               | 0               | 0               |
| 21                 | Óscar Romero        | Shanghai Shenhua   | 4 juillet 1992 (26 ans)   | 0               | 0               | 0               | 0               | 0               |
| Sélectionneur      |                     |                    |                           |                 |                 |                 |                 |                 |
|                    | Eduardo Berizzo     |                    | 13 novembre 1969 (49 ans) |                 |                 |                 |                 |                 |

#### Qatar
| Numéro / Nom       | Numéro / Nom         | Équipe actuelle | Date de naissance et âge*  | J.              | Buts            |                 |                 |                 |
| Gardiens de but    | Gardiens de but      | Gardiens de but | Gardiens de but            | Gardiens de but | Gardiens de but | Gardiens de but | Gardiens de but | Gardiens de but |
| ------------------ | -------------------- | --------------- | -------------------------- | --------------- | --------------- | --------------- | --------------- | --------------- |
| 1                  | Saad Al Sheeb        | Al Sadd         | 19 février 1990 (29 ans)   | 0               | 0               | 0               | 0               | 0               |
| 21                 | Yousef Hassan        | Al-Gharafa      | 24 mai 1996 (23 ans)       | 0               | 0               | 0               | 0               | 0               |
| 22                 | Mohammed Al-Bakri    | Al-Khor         | 28 mars 1997 (22 ans)      | 0               | 0               | 0               | 0               | 0               |
| Défenseurs         |                      |                 |                            |                 |                 |                 |                 |                 |
| 2                  | Ró-Ró                | Al Sadd         | 6 août 1990 (28 ans)       | 0               | 0               | 0               | 0               | 0               |
| 3                  | Abdelkarim Hassan    | Al Sadd         | 28 août 1993 (25 ans)      | 0               | 0               | 0               | 0               | 0               |
| 4                  | Al-Mahdi Ali Mukhtar | Al-Gharafa      | 2 mars 1992 (27 ans)       | 0               | 0               | 0               | 0               | 0               |
| 5                  | Tarek Salman         | Al Sadd         | 5 décembre 1997 (21 ans)   | 0               | 0               | 0               | 0               | 0               |
| 8                  | Hamid Ismail         | Al Sadd         | 12 septembre 1987 (31 ans) | 0               | 0               | 0               | 0               | 0               |
| 13                 | Tameem Al-Muhaza     | Al-Gharafa      | 21 juillet 1996 (22 ans)   | 0               | 0               | 0               | 0               | 0               |
| 15                 | Bassam Al-Rawi       | Al-Duhail       | 16 décembre 1997 (21 ans)  | 0               | 0               | 0               | 0               | 0               |
| 23                 | Assim Madibo         | Al-Duhail       | 22 octobre 1996 (22 ans)   | 0               | 0               | 0               | 0               | 0               |
| Milieux de terrain |                      |                 |                            |                 |                 |                 |                 |                 |
| 6                  | Abdulaziz Hatem      | Al-Gharafa      | 28 octobre 1990 (28 ans)   | 0               | 0               | 0               | 0               | 0               |
| 9                  | Abdullah Al-Ahrak    | Al-Duhail       | 10 mai 1997 (22 ans)       | 0               | 0               | 0               | 0               | 0               |
| 12                 | Karim Boudiaf        | Al-Duhail       | 16 septembre 1990 (28 ans) | 0               | 0               | 0               | 0               | 0               |
| 14                 | Salem Al-Hajri       | Al Sadd         | 10 avril 1996 (23 ans)     | 0               | 0               | 0               | 0               | 0               |
| 16                 | Boualem Khoukhi      | Al Sadd         | 7 septembre 1990 (28 ans)  | 0               | 0               | 0               | 0               | 0               |
| 17                 | Ahmed Moein          | Qatar SC        | 20 octobre 1995 (23 ans)   | 0               | 0               | 0               | 0               | 0               |
| 18                 | Ahmed Fatehi         | Al-Arabi        | 25 janvier 1993 (26 ans)   | 0               | 0               | 0               | 0               | 0               |
| 20                 | Ali Afif             | Al-Duhail       | 20 janvier 1988 (31 ans)   | 0               | 0               | 0               | 0               | 0               |
| Attaquants         |                      |                 |                            |                 |                 |                 |                 |                 |
| 7                  | Ahmed Alaaeldin      | Al-Gharafa      | 31 janvier 1993 (26 ans)   | 0               | 0               | 0               | 0               | 0               |
| 10                 | Hassan Al-Haydos     | Al Sadd         | 11 décembre 1990 (28 ans)  | 0               | 0               | 0               | 0               | 0               |
| 11                 | Akram Afif           | Al Sadd         | 18 novembre 1996 (22 ans)  | 0               | 0               | 0               | 0               | 0               |
| 19                 | Almoez Ali           | Al-Duhail       | 19 août 1996 (22 ans)      | 0               | 0               | 0               | 0               | 0               |
| Sélectionneur      |                      |                 |                            |                 |                 |                 |                 |                 |
|                    | Félix Sánchez Bas    |                 | 13 décembre 1975 (43 ans)  |                 |                 |                 |                 |                 |

### Effectifs Groupe C

#### Uruguay
La liste des 23 joueurs est annoncée le 30 mai
| Numéro / Nom       | Numéro / Nom           | Équipe actuelle     | Date de naissance et âge*  | J.              | Buts            |                 |                 |                 |
| Gardiens de but    | Gardiens de but        | Gardiens de but     | Gardiens de but            | Gardiens de but | Gardiens de but | Gardiens de but | Gardiens de but | Gardiens de but |
| ------------------ | ---------------------- | ------------------- | -------------------------- | --------------- | --------------- | --------------- | --------------- | --------------- |
| 1                  | Fernando Muslera       | Galatasaray SK      | 16 juin 1986 (32 ans)      | 0               | 0               | 0               | 0               | 0               |
| 12                 | Martín Campaña         | CA Independiente    | 29 mai 1989 (30 ans)       | 0               | 0               | 0               | 0               | 0               |
| 23                 | Martín Silva           | Club Libertad       | 25 mars 1983 (36 ans)      | 0               | 0               | 0               | 0               | 0               |
| Défenseurs         |                        |                     |                            |                 |                 |                 |                 |                 |
| 2                  | José María Giménez     | Atlético Madrid     | 20 janvier 1995 (24 ans)   | 0               | 0               | 0               | 0               | 0               |
| 3                  | Diego Godín            | Atlético Madrid     | 16 février 1986 (33 ans)   | 0               | 0               | 0               | 0               | 0               |
| 4                  | Giovanni González      | Peñarol             | 20 septembre 1994 (24 ans) | 0               | 0               | 0               | 0               | 0               |
| 13                 | Marcelo Saracchi       | RB Leipzig          | 23 avril 1998 (21 ans)     | 0               | 0               | 0               | 0               | 0               |
| 17                 | Diego Laxalt           | AC Milan            | 7 février 1993 (26 ans)    | 0               | 0               | 0               | 0               | 0               |
| 19                 | Sebastián Coates       | Sporting CP         | 7 octobre 1990 (28 ans)    | 0               | 0               | 0               | 0               | 0               |
| 22                 | Martín Cáceres         | Juventus            | 7 avril 1987 (32 ans)      | 0               | 0               | 0               | 0               | 0               |
| Milieux de terrain |                        |                     |                            |                 |                 |                 |                 |                 |
| 5                  | Matías Vecino          | Inter Milan         | 24 août 1991 (27 ans)      | 0               | 0               | 0               | 0               | 0               |
| 6                  | Rodrigo Bentancur      | Juventus            | 25 juin 1997 (21 ans)      | 0               | 0               | 0               | 0               | 0               |
| 7                  | Nicolás Lodeiro        | Seattle Sounders    | 21 mars 1989 (30 ans)      | 0               | 0               | 0               | 0               | 0               |
| 8                  | Nahitan Nández         | Boca Juniors        | 28 décembre 1995 (23 ans)  | 0               | 0               | 0               | 0               | 0               |
| 10                 | Giorgian De Arrascaeta | Flamengo            | 1er juin 1994 (25 ans)     | 0               | 0               | 0               | 0               | 0               |
| 14                 | Lucas Torreira         | Arsenal FC          | 11 février 1996 (23 ans)   | 0               | 0               | 0               | 0               | 0               |
| 15                 | Federico Valverde      | Real Madrid         | 22 juillet 1998 (20 ans)   | 0               | 0               | 0               | 0               | 0               |
| 16                 | Gastón Pereiro         | PSV Eindhoven       | 11 juin 1995 (24 ans)      | 0               | 0               | 0               | 0               | 0               |
| Attaquants         |                        |                     |                            |                 |                 |                 |                 |                 |
| 9                  | Luis Suárez            | FC Barcelone        | 24 janvier 1987 (32 ans)   | 0               | 0               | 0               | 0               | 0               |
| 11                 | Cristhian Stuani       | Gérone FC           | 12 octobre 1986 (32 ans)   | 0               | 0               | 0               | 0               | 0               |
| 18                 | Maxi Gómez             | Celta Vigo          | 14 août 1996 (22 ans)      | 0               | 0               | 0               | 0               | 0               |
| 20                 | Jonathan Rodríguez     | Cruz Azul           | 6 juillet 1993 (25 ans)    | 0               | 0               | 0               | 0               | 0               |
| 21                 | Edinson Cavani         | Paris Saint-Germain | 14 février 1987 (32 ans)   | 0               | 0               | 0               | 0               | 0               |
| Sélectionneur      |                        |                     |                            |                 |                 |                 |                 |                 |
|                    | Óscar Tabárez          |                     | 3 mars 1947 (72 ans)       |                 |                 |                 |                 |                 |

#### Équateur
La liste des 23 joueurs est annoncée le 20 mai
| Numéro / Nom       | Numéro / Nom        | Équipe actuelle   | Date de naissance et âge*  | J.              | Buts            |                 |                 |                 |
| Gardiens de but    | Gardiens de but     | Gardiens de but   | Gardiens de but            | Gardiens de but | Gardiens de but | Gardiens de but | Gardiens de but | Gardiens de but |
| ------------------ | ------------------- | ----------------- | -------------------------- | --------------- | --------------- | --------------- | --------------- | --------------- |
| 1                  | Máximo Banguera     | Barcelona SC      | 16 décembre 1985 (33 ans)  | 0               | 0               | 0               | 0               | 0               |
| 12                 | Pedro Ortíz         | Delfín SC         | 19 février 1990 (29 ans)   | 0               | 0               | 0               | 0               | 0               |
| 22                 | Alexander Domínguez | Vélez Sarsfield   | 5 juin 1987 (32 ans)       | 0               | 0               | 0               | 0               | 0               |
| Défenseurs         |                     |                   |                            |                 |                 |                 |                 |                 |
| 2                  | Arturo Mina         | Yeni Malatyaspor  | 8 octobre 1990 (28 ans)    | 0               | 0               | 0               | 0               | 0               |
| 3                  | Robert Arboleda     | São Paulo         | 22 octobre 1991 (27 ans)   | 0               | 0               | 0               | 0               | 0               |
| 4                  | Pedro Pablo Velasco | Barcelona SC      | 26 septembre 1993 (25 ans) | 0               | 0               | 0               | 0               | 0               |
| 6                  | Cristian Ramírez    | FK Krasnodar      | 12 août 1994 (24 ans)      | 0               | 0               | 0               | 0               | 0               |
| 14                 | Xavier Arreaga      | Seattle Sounders  | 28 septembre 1994 (24 ans) | 0               | 0               | 0               | 0               | 0               |
| 17                 | José Quintero       | LDU Quito         | 20 juin 1990 (28 ans)      | 0               | 0               | 0               | 0               | 0               |
| 19                 | Beder Caicedo       | Barcelona SC      | 13 mai 1992 (27 ans)       | 0               | 0               | 0               | 0               | 0               |
| 21                 | Gabriel Achilier    | Monarcas Morelia  | 24 mai 1985 (34 ans)       | 0               | 0               | 0               | 0               | 0               |
| Milieux de terrain |                     |                   |                            |                 |                 |                 |                 |                 |
| 5                  | Renato Ibarra       | Club América      | 20 janvier 1991 (28 ans)   | 0               | 0               | 0               | 0               | 0               |
| 7                  | Romario Ibarra      | Minnesota United  | 24 septembre 1994 (24 ans) | 0               | 0               | 0               | 0               | 0               |
| 8                  | Carlos Gruezo       | FC Dallas         | 19 avril 1995 (24 ans)     | 0               | 0               | 0               | 0               | 0               |
| 11                 | Ayrton Preciado     | Santos Laguna     | 17 juillet 1994 (24 ans)   | 0               | 0               | 0               | 0               | 0               |
| 15                 | Jefferson Intriago  | LDU Quito         | 4 juin 1996 (23 ans)       | 0               | 0               | 0               | 0               | 0               |
| 16                 | Antonio Valencia    | Manchester United | 4 août 1985 (33 ans)       | 0               | 0               | 0               | 0               | 0               |
| 18                 | Jefferson Orejuela  | LDU Quito         | 14 février 1993 (26 ans)   | 0               | 0               | 0               | 0               | 0               |
| 20                 | Andrés Chicaiza     | LDU Quito         | 3 avril 1992 (27 ans)      | 0               | 0               | 0               | 0               | 0               |
| 23                 | Jhegson Méndez      | Orlando City      | 26 avril 1997 (22 ans)     | 0               | 0               | 0               | 0               | 0               |
| Attaquants         |                     |                   |                            |                 |                 |                 |                 |                 |
| 9                  | Carlos Garcés       | Delfín SC         | 1er mars 1990 (29 ans)     | 0               | 0               | 0               | 0               | 0               |
| 10                 | Ángel Mena          | FC León           | 21 janvier 1988 (31 ans)   | 0               | 0               | 0               | 0               | 0               |
| 13                 | Enner Valencia      | Tigres UANL       | 4 novembre 1989 (29 ans)   | 0               | 0               | 0               | 0               | 0               |
| Sélectionneur      |                     |                   |                            |                 |                 |                 |                 |                 |
|                    | Hernán Darío Gómez  |                   | 3 février 1956 (63 ans)    |                 |                 |                 |                 |                 |

#### Japon
La liste des 23 joueurs est annoncée le 24 mai
| Numéro / Nom       | Numéro / Nom      | Équipe actuelle            | Date de naissance et âge*  | J.              | Buts            |                 |                 |                 |
| Gardiens de but    | Gardiens de but   | Gardiens de but            | Gardiens de but            | Gardiens de but | Gardiens de but | Gardiens de but | Gardiens de but | Gardiens de but |
| ------------------ | ----------------- | -------------------------- | -------------------------- | --------------- | --------------- | --------------- | --------------- | --------------- |
| 1                  | Eiji Kawashima    | RC Strasbourg              | 20 mars 1983 (36 ans)      | 0               | 0               | 0               | 0               | 0               |
| 12                 | Ryosuke Kojima    | Oita Trinita               | 30 janvier 1997 (22 ans)   | 0               | 0               | 0               | 0               | 0               |
| 23                 | Keisuke Osako     | Sanfrecce Hiroshima        | 28 juillet 1999 (19 ans)   | 0               | 0               | 0               | 0               | 0               |
| Défenseurs         |                   |                            |                            |                 |                 |                 |                 |                 |
| 2                  | Daiki Sugioka     | Shonan Bellmare            | 8 septembre 1998 (20 ans)  | 0               | 0               | 0               | 0               | 0               |
| 4                  | Ko Itakura        | FC Groningue               | 27 janvier 1997 (22 ans)   | 0               | 0               | 0               | 0               | 0               |
| 5                  | Naomichi Ueda     | Cercle Bruges              | 24 octobre 1994 (24 ans)   | 0               | 0               | 0               | 0               | 0               |
| 14                 | Teruki Hara       | Sagan Tosu                 | 30 juillet 1998 (20 ans)   | 0               | 0               | 0               | 0               | 0               |
| 15                 | Daiki Suga        | Hokkaido Consadole Sapporo | 10 septembre 1998 (20 ans) | 0               | 0               | 0               | 0               | 0               |
| 16                 | Takehiro Tomiyasu | Saint-Trond VV             | 5 novembre 1998 (20 ans)   | 0               | 0               | 0               | 0               | 0               |
| 19                 | Tomoki Iwata      | Oita Trinita               | 7 avril 1997 (22 ans)      | 0               | 0               | 0               | 0               | 0               |
| 22                 | Yūgo Tatsuta      | Shimizu S-Pulse            | 21 juin 1998 (20 ans)      | 0               | 0               | 0               | 0               | 0               |
| Milieux de terrain |                   |                            |                            |                 |                 |                 |                 |                 |
| 3                  | Yūta Nakayama     | PEC Zwolle                 | 16 février 1997 (22 ans)   | 0               | 0               | 0               | 0               | 0               |
| 6                  | Kota Watanabe     | Tokyo Verdy                | 18 octobre 1998 (20 ans)   | 0               | 0               | 0               | 0               | 0               |
| 7                  | Gaku Shibasaki    | Getafe                     | 28 mai 1992 (27 ans)       | 0               | 0               | 0               | 0               | 0               |
| 8                  | Tatsuya Ito       | Hambourg SV                | 26 juin 1997 (21 ans)      | 0               | 0               | 0               | 0               | 0               |
| 10                 | Shoya Nakajima    | Al-Duhail                  | 23 août 1994 (24 ans)      | 0               | 0               | 0               | 0               | 0               |
| 11                 | Kōji Miyoshi      | Yokohama F. Marinos        | 26 mars 1997 (22 ans)      | 0               | 0               | 0               | 0               | 0               |
| 17                 | Taishi Matsumoto  | Sanfrecce Hiroshima        | 22 août 1998 (20 ans)      | 0               | 0               | 0               | 0               | 0               |
| 20                 | Hiroki Abe        | Kashima Antlers            | 28 janvier 1999 (20 ans)   | 0               | 0               | 0               | 0               | 0               |
| 21                 | Takefusa Kubo     | FC Tokyo                   | 4 juin 2001                | 0               | 0               | 0               | 0               | 0               |
| Attaquants         |                   |                            |                            |                 |                 |                 |                 |                 |
| 9                  | Daizen Maeda      | Matsumoto Yamaga           | 20 octobre 1997 (21 ans)   | 0               | 0               | 0               | 0               | 0               |
| 13                 | Ayase Ueda        | Université Hōsei           | 28 août 1998 (20 ans)      | 0               | 0               | 0               | 0               | 0               |
| 18                 | Shinji Okazaki    | Leicester City             | 16 avril 1986 (33 ans)     | 0               | 0               | 0               | 0               | 0               |
| Sélectionneur      |                   |                            |                            |                 |                 |                 |                 |                 |
|                    | Hajime Moriyasu   |                            | 23 août 1968 (50 ans)      |                 |                 |                 |                 |                 |

#### Chili
La liste des 23 joueurs est annoncée le 26 mai
| Numéro / Nom       | Numéro / Nom          | Équipe actuelle         | Date de naissance et âge*  | J.              | Buts            |                 |                 |                 |
| Gardiens de but    | Gardiens de but       | Gardiens de but         | Gardiens de but            | Gardiens de but | Gardiens de but | Gardiens de but | Gardiens de but | Gardiens de but |
| ------------------ | --------------------- | ----------------------- | -------------------------- | --------------- | --------------- | --------------- | --------------- | --------------- |
| 1                  | Gabriel Arias         | Racing Club             | 13 septembre 1987 (31 ans) | 0               | 0               | 0               | 0               | 0               |
| 12                 | Brayan Cortés         | Colo-Colo               | 11 mars 1995 (24 ans)      | 0               | 0               | 0               | 0               | 0               |
| 23                 | Yerko Urra            | Huachipato              | 9 juillet 1996 (22 ans)    | 0               | 0               | 0               | 0               | 0               |
| Défenseurs         |                       |                         |                            |                 |                 |                 |                 |                 |
| 2                  | Igor Lichnovsky       | Cruz Azul               | 7 mars 1994 (25 ans)       | 0               | 0               | 0               | 0               | 0               |
| 3                  | Guillermo Maripán     | Deportivo Alavés        | 6 mai 1994 (25 ans)        | 0               | 0               | 0               | 0               | 0               |
| 4                  | Mauricio Isla         | Fenerbahçe SK           | 12 juin 1988 (31 ans)      | 0               | 0               | 0               | 0               | 0               |
| 5                  | Paulo Díaz            | Al-Ahli SC              | 25 août 1994 (24 ans)      | 0               | 0               | 0               | 0               | 0               |
| 15                 | Jean Beausejour       | Universidad de Chile    | 1er juin 1984 (35 ans)     | 0               | 0               | 0               | 0               | 0               |
| 17                 | Gary Medel            | Beşiktaş JK             | 3 août 1987 (31 ans)       | 0               | 0               | 0               | 0               | 0               |
| 18                 | Gonzalo Jara          | Estudiantes de La Plata | 29 août 1985 (33 ans)      | 0               | 0               | 0               | 0               | 0               |
| 21                 | Óscar Opazo           | Colo-Colo               | 18 octobre 1990 (28 ans)   | 0               | 0               | 0               | 0               | 0               |
| Milieux de terrain |                       |                         |                            |                 |                 |                 |                 |                 |
| 6                  | José Pedro Fuenzalida | Universidad Católica    | 22 février 1985 (34 ans)   | 0               | 0               | 0               | 0               | 0               |
| 8                  | Arturo Vidal          | FC Barcelone            | 22 mars 1987 (32 ans)      | 0               | 0               | 0               | 0               | 0               |
| 10                 | Diego Valdés          | Santos Laguna           | 30 janvier 1994 (25 ans)   | 0               | 0               | 0               | 0               | 0               |
| 13                 | Erick Pulgar          | Bologne FC              | 15 janvier 1994 (25 ans)   | 0               | 0               | 0               | 0               | 0               |
| 14                 | Esteban Pavez         | Colo-Colo               | 16 février 1990 (29 ans)   | 0               | 0               | 0               | 0               | 0               |
| 16                 | Pablo Hernández       | CA Independiente        | 24 octobre 1986 (32 ans)   | 0               | 0               | 0               | 0               | 0               |
| 20                 | Charles Aránguiz      | Bayer Leverkusen        | 17 avril 1989 (30 ans)     | 0               | 0               | 0               | 0               | 0               |
| Attaquants         |                       |                         |                            |                 |                 |                 |                 |                 |
| 7                  | Alexis Sánchez        | Manchester United       | 19 décembre 1988 (30 ans)  | 0               | 0               | 0               | 0               | 0               |
| 9                  | Nicolás Castillo      | Club América            | 14 février 1993 (26 ans)   | 0               | 0               | 0               | 0               | 0               |
| 11                 | Eduardo Vargas        | Tigres UANL             | 20 novembre 1989 (29 ans)  | 0               | 0               | 0               | 0               | 0               |
| 19                 | Junior Fernándes      | Alanyaspor              | 10 avril 1988 (31 ans)     | 0               | 0               | 0               | 0               | 0               |
| 22                 | Ángelo Sagal          | CF Pachuca              | 18 avril 1993 (26 ans)     | 0               | 0               | 0               | 0               | 0               |
| Sélectionneur      |                       |                         |                            |                 |                 |                 |                 |                 |
|                    | Reinaldo Rueda        |                         | 16 avril 1957 (62 ans)     |                 |                 |                 |                 |                 |